# Apollosa
Apollosa là một đô thị ở tỉnh Benevento trong vùng Campania, có vị trí khoảng 50 km về phía đông bắc của Napoli và khoảng 8 km về phía tây nam của Benevento. Tại thời điểm ngày 31 tháng 12 năm 2004, đô thị này có dân số 2.734 người và diện tích là 21,0 km².
Đô thị Apollosa có các frazione (đơn vị cấp dưới) San Giovanni.
Apollosa giáp các đô thị: Benevento, Campoli del Monte Taburno, Castelpoto, Ceppaloni, Montesarchio, San Leucio del Sannio.